# La comédie non divine
La comédie non divine (en polonais : Nie-Boska komedia) est un drame romantique de Zygmunt Krasiński écrit en 1833, publié en 1835 à Paris (réédité plusieurs fois par la suite),. L'œuvre devait à l'origine s'intituler Le Mari et faisait partie d'une trilogie.

## Résumé
Le personnage principal du drame est le mari (le comte Henry). Les première et deuxième parties de l'œuvre décrivent sa vie personnelle, tandis que les troisième et quatrième parties décrivent son implication dans des événements sociaux et historiques. Le thème du drame domestique est l'effet destructeur du poétisme et de la fausse poésie sur la vie familiale. En raison de l'attitude égoïste du mari, sa femme tombe dans la folie et meurt, et son fils, accablé par la malédiction de la poésie, perd la vue et la conscience. Dans les troisième et quatrième parties, le Mari, ayant fait connaissance avec le camp des révolutionnaires, décline l'invitation de leur chef Pancrace et rejoint le dernier bastion des aristocrates, la Citadelle de la sainte Trinité. Élu chef, il défend la forteresse jusqu'au bout. Il meurt en sautant dans l'abîme après la chute de la forteresse. Les révolutionnaires triomphants font la cour aux vaincus. Jésus-Christ apparaît à leur chef. Pankracy meurt en prononçant ces mots : Galilaee, vicisti !.